# 久姆普拉
久姆普拉（Jhumpura），是印度奥里萨邦Kendujhar县的一个城镇。总人口5265（2001年）。

## 人口
该地2001年总人口5265人，其中男性2763人，女性2502人；0—6岁人口707人，其中男374人，女333人；识字率68.26%，其中男性为74.92%，女性为60.91%。